# EGOIST
EGOIST — японская поп-группа, дуэт, состоящий из автора текстов и музыкального продюсера Ryo (Рё) из группы Supercell и вокалистки Chelly (Челли). Изначально была основана в 2011 году как искусственный проект, для создания музыкальных тем аниме Guilty Crown. Символическим образом группы стала искусственная розововласая девушка по имени Инори Юдзуриха (яп. 楪 いのり Юдзуриха Инори) — главная героиня этого же сериала, юная певица из «виртуальной» группы EGOIST. После окончания сериала музыкальный коллектив продолжил участвовать в японской поп-индустрии. Дебютный альбом группы EGOIST «Extra terrestrial Biological Entities» был опубликован в сентябре 2012 года. Автором оформления релизов EGOIST, является японский иллюстратор redjuice, «по совместительству» так же один из иллюстраторов, участников коллектива Supercell.

## История
В 2011 году перед музыкальным продюсером Ryo (основателем коллектива Supercell), была поставлена задача сочинить музыкальную тему для аниме Корона греха (Guilty Crown). В этом же году с 25 мая по 19 июня Supercell проводили прослушивание в поисках вокалиста для третьего студийного альбома, который был назван Zigaexperientia (2013). Параллельно Рё (Ryo) так же искал солистку и для искусственного проекта EGOIST — виртуальной группы, участвующей по сюжету сценария в аниме Корона греха. Из принявших участие в отборе примерно 2000 кандидаток была выбрана молодая семнадцатилетняя вокалистка Челли (Chelly), исполнившая песни от имени персонажа сериала Юдзурихи Инори. Дебютным синглом группы EGOIST стал «Departures (Anata ni Okuru Ai no Uta)» (яп. Departures －あなたにおくるアイの歌-, англ. Departures (The Love Song for You)), он был выпущен для продажи 30 ноября 2011 года (заглавная песня с него используется как первая музыкальная тема окончания серии в этом аниме-сериале). Второй сингл группы «The Everlasting Guilty Crown», был выпущен 7 марта 2012 года. Песня из него стала темой начала серий ко второй части сериала Корона греха. Дебютный оригинальный альбом группы называли «Extra terrestrial Biological Entities». Его релиз состоялся 19 сентября 2012 года. В него также были включены и первые два сингла, заново обработанные японским музыкальным дуэтом Boom Boom Satellites
Третьим синглом группы EGOIST стала песня «Namae no Nai Kaibutsu» (яп. 名前のない怪物, (англ. The Nameless Monster) «Монстр без имени» или «Несказа́нный монстр»), выпущенная 5 декабря 2012 года. Она используется в аниме 2012 года Psycho-Pass. Песня «All Alone With You», которая была выпущена 6 марта 2013 года на четвёртом сингле группы, используется как тема окончания серии для второй половины аниме Psycho-Pass. Затем, 6 ноября 2013 года, группа EGOIST выпустила сингл «Suki to Iwareta Hi» (яп. 好きと言われた日, «The Day I Was Told I Love You») для магазинов цифровой дистрибуции. Пятым синглом группы, выпущенным 19 ноября 2014 года, стала песня «Fallen», которая используется как тема окончания серии для аниме 2014 года Psycho-Pass 2. Шестой по счету сингл — это песня «Reloaded» (яп. リローデッド), выпущенная 11 ноября 2015 года и использованная как музыкальная тема к фильму «Орган геноцида». Седьмой сингл «Kabaneri of the Iron Fortress», который вышел в свет 25 мая 2016 года, используется как начальная тема серии в аниме Кабанери железной крепости. 13 ноября 2016 года, в первый день из серии выступлений группы EGOIST, фан-клуб тура, названного «EGOIST showcase*004 „nowhere“» и проходящего по пяти крупным городам Японии (Нагойя, Осака, Токио, Саппоро, Фукуока) была представлена новая песня «Welcome to the *fam». Её эксклюзивный цифровой релиз, стал доступен для скачивания с 23 ноября 2016 года. В ходе представления песни состоялась живая съёмка видео, участниками которой неожиданно стали также поклонники коллектива.

## Дискография

### Студийные альбомы
| Название                                | Информация | Рейтинги | Рейтинги | Рейтинги    | Рейтинги           | Продажи (JPN) |
| Название                                | Информация | JPN      | KOR      | KOR Зарубеж | TWN Восточная Азия | Продажи (JPN) |
| --------------------------------------- | --- | -------- | -------- | ----------- | ------------------ | ------------- |
| «Extra terrestrial Biological Entities» | - Дата релиза: 2012/05/23 (JPN) - Лейбл: Sony Music Entertainment Japan - Вид релиза/номер по каталогу: CD+DVD / SRCL-8091～8092, CD / SRCL-8093, digital download | 9        | 58       | 6           | 4                  | 50,000        |

### Синглы
| «Departures (Anata ni Okuru Ai no Uta)» | 2011 | 8 | 20 | —   | ?   | 46,000 |                        | «Extra Terrestrial Biological Entities» |
| англ. «The Everlasting Guilty Crown» | 2012 | 7 | 15 | —   | ?   | 51,000 | - RIAJ (digital): Gold | «Extra Terrestrial Biological Entities» |
| «Namae no Nai Kaibutsu» | 2012 | 6 | 9  | —   | ?   | 41,000 | - RIAJ (digital): Gold | Синглы без альбома                      |
| англ. «All Alone with You» | 2013 | 6 | 9  | —   | ?   | 33,000 |                        | Синглы без альбома                      |
| англ. «Fallen» | 2014 | 9 | 8  | 19  | 1   | 28,745 |                        | Синглы без альбома                      |
| «Rirodeddo» | 2015 | 6 | 6  | TBA | TBA | 28,493 |                        | Синглы без альбома                      |
| англ. «Kabaneri of the Iron Fortress» | 2016 | 2 | 4  | TBA | TBA | 30,341 |                        | Синглы без альбома                      |
| *Символы и аббревиатуры обозначают: «—» что песня либо провалилась в чарте, либо не участвовала в ротации, «?» — неизвестно, «TBA» (от англ. «to be announced») рус. «будет объявлено дополнительно». |      |   |    |     |     |        |                        |                                         |

| №   | Дата релиза | Название                    | Номер по каталогу |
| --- | ----------- | --------------------------- | ----------------- |
| 1-й | 2013/11/06  | «Suki to Iwareta Hi»        | SRXX01020B00Z     |
| 2-й | 2016/11/23  | англ. «Welcome to the *fam» |                   |

### Клипы (Музыкальные видео)
| Год  | Песня                                   | Режиссёр(ы)      |
| ---- | --------------------------------------- | ---------------- |
| 2011 | «Departures (Anata ni Okuru Ai no Uta)» |                  |
| 2012 | «The Everlasting Guilty Crown»          |                  |
| 2012 | «Planetes»                              |                  |
| 2012 | «Namae no Nai Kaibutsu»                 | Masakazu Fukatsu |
| 2013 | «All Alone with You»                    |                  |
| 2014 | «Fallen»                                |                  |
| 2015 | «Reloaded»                              |                  |
| 2016 | «Kabaneri of the Iron Fortress»         |                  |
| 2021 | BANG!!! — "Build Divide: Code Black"    |                  |

## Сноски

### Комментарии
1. ↑  Продажи предоставлены Oricon и округлены до тысяч экземпляров.
2. 1 2  Позиции были получены следующим образом: Extra Terrestrial Biological Entities 38 неделя 2012 года, Fallen 48 неделя 2014 года и 1 неделя 2015 года.
3. ↑  Источники для позиций в чарте следующие:
«Departures (Anata ni Okuru Ai no Uta)»,[18]
«The Everlasting Guilty Crown»,[19]
«Namae no Nai Kaibutsu»,[20]
«All Alone with You»,[21]
«Fallen»,[22]
«Reloaded".[23]

#### Названия наяпонскоми перевод
1. ↑   (яп. あなたにおくるアイの歌, англ. «A Love Song I'm Sending to You», рус. «Я шлю Вам песнь любви»)
2. ↑   (яп. 名前のない怪物, англ. «Nameless Monster», рус. «Несказа́нный монстр»)
3. ↑   (яп. リローデッド, англ. «Reloaded», рус. «Перегружаемый»)
4. ↑   (яп. 好きと言われた日, англ. «The Day You Said You Loved Me», рус. «День когда Вы признались мне в любви»)